# Scopula apertaria
Scopula apertaria là một loài bướm đêm trong họ Geometridae.